# Liste des épisodes de Mon histoire

Cet article présente la liste des épisodes de la série télévisée d'animation japonaise Mon histoire.

## Saison 1
Cette saison comprend 24 épisodes de 24 minutes.
| No | Titre en français          | Titre original                            | Date de 1re diffusion |
| -- | -------------------------- | ----------------------------------------- | --------------------- |
| 1  | Mon Histoire               | 俺のものがたり Ore no monogatari          | 8 avril 2015          |
| 2  | Mon Amour                  | 俺の恋 Ore no koi                         | 15 avril 2015         |
| 3  | Mon Démon Bleu             | 俺の青鬼 Ore no ao oni                    | 22 avril 2015         |
| 4  | Mon Petit Ami              | うちの彼氏 Uchi no kareshi                | 29 avril 2015         |
| 5  | Mon Manque de Perspicacité | 俺はニブイ Ore wa nibui                   | 6 mai 2015            |
| 6  | Mon Souhait                | 俺のネガイ Ore no negai                   | 13 mai 2015           |
| 7  | Ma Force                   | 俺の強さ Ore no tsuyo-sa                  | 20 mai 2015           |
| 8  | Mon Ami                    | オレのトモダチ Ore no tomodachi           | 27 mai 2015           |
| 9  | Moi et mon Ami             | オレとトモダチ Ore to tomodachi           | 3 juin 2015           |
| 10 | Ma montagne                | 俺の山 Ore no yama                        | 10 juin 2015          |
| 11 | Ma mer                     | 俺の海 Ore no umi                         | 17 juin 2015          |
| 12 | Ma moyenne                 | 俺の偏差値 Ore no hensachi                | 24 juin 2015          |
| 13 | À mon tour de payer        | 今日は俺のおごりだ Kyō wa ore no ogori da | 1er juillet 2015      |
| 14 | Ma superstition            | 俺のジンクス Ore no jinkusu               | 8 juillet 2015        |
| 15 | Ma petite amie             | 俺の彼女 Ore no kanojo                    | 15 juillet 2015       |
| 16 | Ma Disciple                | 俺の弟子 Ore no deshi                     | 22 juillet 2015       |
| 17 | Mon Noël                   | 俺のクリスマス Ore no krismasu            | 29 juillet 2015       |
| 18 | Mon Anniversaire           | 俺の誕生日 Ore no tanjōbi                 | 5 août 2015           |
| 19 | Ma Mère                    | 俺のかあちゃん Ore no kāchan              | 12 août 2015          |
| 20 | Mon Chocolat               | 俺のチョコレート Ore no chokorēto         | 19 août 2015          |
| 21 | Mon Histoire de Lettre     | 俺と手紙 Ore to tegami                    | 26 août 2015          |
| 22 | Mes Lettres                | オレへの手紙 Ore e no tegami              | 3 septembre 2015      |
| 23 | Mes Vacances de Printemps  | うちの春休み Uchi no haruyasumi           | 10 septembre 2015     |
| 24 | Mon Cœur                   | 俺のココロ Ore no kokoro                  | 24 septembre 2015     |